# Brachthausen
Brachthausen ist ein Dorf mit rund 500 Einwohnern im Süden der Gemeinde Kirchhundem im Kreis Olpe.

## Geografie

### Lage
Brachthausen liegt im Süderbergland des Rheinischen Schiefergebirges. Darin gehört es zum Bilsteiner Bergland im Gebiet des Olper Landes. Das Dorf befindet sich in den Westausläufern des Rothaargebirges und im Naturpark Sauerland-Rothaargebirge. Es liegt auf zirka 480 530 m ü. NHN am südlichen Ende eines von Süden nach Norden verlaufenden Tales, das vom Brachthauser Bach zur Hundem hin entwässert wird. Zu den Bergen der Ortsumgebung gehören: der Ellenborn (596 m; mit den Brachthauser Klippen) im Nordosten, Auf dem Höchsten (637,4 m) im Osten, der Schartenberg (582,9 m) im Südosten, der Wimberg (605,1 m) im Südsüdwesten und die Kophelle (575 m) im Nordwesten.

### Nachbarorte
Nachbarorte von Brachthausen sind Wirme und Kohlhagen im Norden, Heinsberg im Osten, Hilchenbach im Süden, Silberg im Westen und Varste im Nordwesten.

## Geschichte
Erstmals urkundlich erwähnt wird Brachthausen 1395 in einer Urkunde, mit der Johann Pepersack, seine Frau Lyse sowie seine Brüder Hermann und Wilhelm an Heinrich von Heggen und Wilhelm Vogt von Elspe ein Viertel der Grafschaft Hundem verkauften. Die Dorfgründung dürfte jedoch bereits im 9. bis 11. Jahrhundert erfolgt und abgeschlossen gewesen sein.
Während das Grundwort „-hausen“ im Ortsnamen auf eine Ansiedlung verweist, ist die Bedeutung Bestimmungswortes „Bracht“ noch nicht eindeutig geklärt.
Durch seine Lage am historischen Fernweg Kriegerweg betätigten sich Einwohner von Brachthausen als Fuhrleute, was in Quellen der Frühen Neuzeit nachweisbar ist. 
Das Dorf liegt unmittelbar im Grenzbereich zwischen der ehemaligen Grafschaft Nassau-Siegen und dem kurkölnischen Herzogtum Westfalen. Heute verläuft hier die Grenze zwischen den Kreisen Siegen-Wittgenstein und Olpe. 1480 begannen die Einwohner von Brachthausen einen Grenzkonflikt mit ihren südlichen Nachbarn, der in den nachfolgenden Jahrzehnten größere Ausmaße annahm und in den schließlich auch die Dörfer Heinsberg und Silberg verwickelt wurden. 1526 wurde der Brachthauser Einsasse Peter Schop von den Nassauern gefangen genommen und auf der Ginsburg bei Hilchenbach inhaftiert. Nach der Leistung von Urfehde kam er aber wieder frei. Beigelegt wurden die Konflikte erst durch den Grenzvertrag zwischen den Landesherren, der 1688 geschlossen wurde.

### Religionen

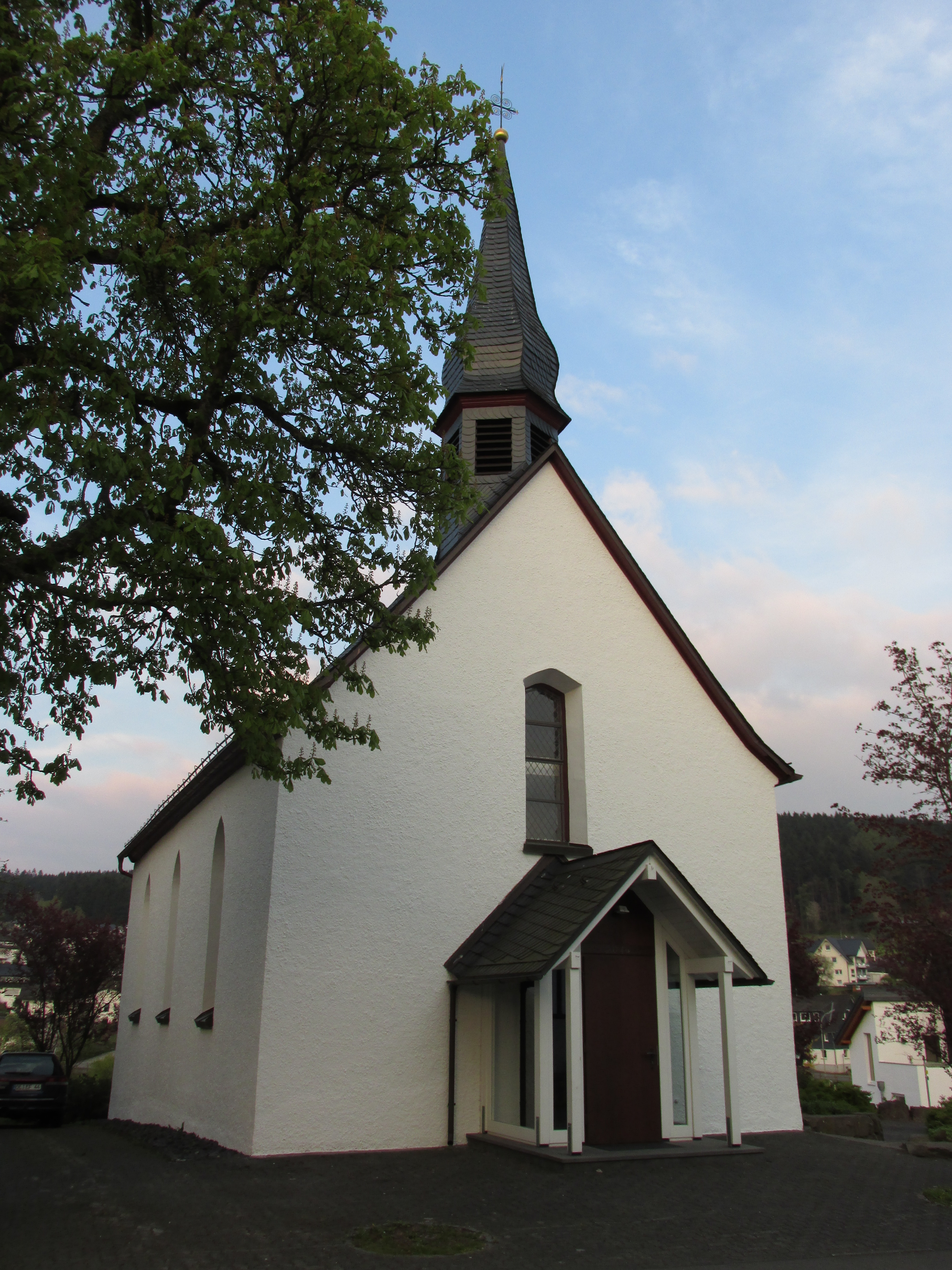
Kapelle St. Nikolaus (Brachthausen)

Bedingt durch die jahrhundertelange Zugehörigkeit zum kurkölnischen Herzogtum Westfalen, gehören die Einwohner von Brachthausen auch heute noch größtenteils der römisch-katholischen Kirche an. Das Dorf gehörte zur Pfarrei Kirchhundem und ab 1655 zur damals neu gegründeten Pfarrei Mariä Heimsuchung Kohlhagen. Bis 2012 hatte die Pfarrei einen eigenen Pfarrer, der seinen Wohnsitz in Brachthausen hatte. Inzwischen gehört sie zum Pastoralen Raum Kirchhundem im Dekanat Südsauerland.
Durch Flucht und Vertreibung aus den östlichen Gebieten des früheren Deutschen Reiches nach dem Zweiten Weltkrieg veränderte sich die Bevölkerungsstruktur des Dorfes und es wurden auch evangelische Christen hier ansässig. Nach der Einwohnerstatistik lebten zum 31. Dezember 2014 in Brachthausen 378 Katholiken, 46 evangelische und drei freikirchliche Christen, sowie ein russisch-orthodoxer Christ. Bei 58 Einwohnerinnen und Einwohnern enthält die Statistik keine Angaben zur Religionsangehörigkeit. Dieser Gruppe sind Menschen ohne Religionszugehörigkeit aber auch Angehörige des muslimischen Glaubens zuzurechnen.

### Eingemeindungen
Von 1843 oder 1833 bis zum 1. Juli 1969 war Brachthausen eine Ortschaft in der politischen Gemeinde Kohlhagen im Amt Kirchhundem. Mit der dann erfolgten kommunalen Neugliederung im Kreis Olpe kam das Dorf zur heutigen Gemeinde Kirchhundem.

### Einwohnerentwicklung
Die Einwohnerzahl schwankt seit der kommunalen Neugliederung um die Marke von 500 Bewohnerinnen und Bewohnern.
| Jahr | Einwohnerzahl |
| ---- | ------------- |
| 1969 | 491           |
| 1974 | 512           |
| 1978 | 532           |
| 1985 | 528           |
| 1990 | 540           |
| 2014 | 486           |
| 2020 | 513           |

## Kultur und Sehenswürdigkeiten

### Musik
In Brachthausen gibt es einen gemischten Chor und einen Musikzug der Freiwilligen Feuerwehr Kirchhundem. 

### Bauwerke
Im Dorf gibt es  die St.-Nikolaus-Kapelle, die als Baudenkmal in die Denkmalliste der Gemeinde Kirchhundem eingetragen ist. Auf dem nördlichen Nachbargrundstück steht das 1907/08 erbaute Schulgebäude der früheren katholischen Volksschule Brachthausen.

### Naturdenkmäler
An der Landesstraße 728 befindet sich in der Nähe der Kreisgrenze zum Kreis Siegen-Wittgenstein die Vorspanneiche, eine uralte, mächtige Eiche, in deren Umgebung früher Vorspanndienste für Pferdefuhrwerke geleistet wurden. Als Naturdenkmal gelten außerdem die Brachthauser Klippen, eine besondere Felsformation am Ellenborn.

### Sport
Der Sportverein Brachthausen-Wirme betreibt einen Kunstrasenplatz.

### Regelmäßige Veranstaltungen
Turnusmäßig findet am letzten Sonntag im Juli jedes Jahr das traditionelle Schützenfest des Schützenvereins Kohlhagen in Brachthausen statt. Das Vogelschießen erfolgt dabei samstagnachmittags an der Vogelstange beim Sportplatz. Der Schützenfestsonntag beginnt mit dem Schützenhochamt in der Pfarr- und Wallfahrtskirche Mariä Heimsuchung Kohlhagen und der anschließenden Gefallenenehrung beim Ehrenmal in der Nähe der Pfarrkirche. Nach einem Frühschoppen folgt sonntagnachmittags ein Festumzug.

## Wirtschaft und Infrastruktur

### Verkehr
Durch Brachthausen führt die Landesstraße 711 zwischen Kirchhundem und Hilchenbach. 2009 wurde eine Ortsumfahrung fertiggestellt. Danach wurde das Dorf zur verkehrsberuhigten Zone mit Tempo-30-Regelung. Zudem ist der Ort über die Buslinie R92 an Altenhundem, einem Stadtteil von Lennestadt, und an Hilchenbach angeschlossen. Die nächsten Bahnhöfe befinden sich in Kirchhundem, Lennestadt-Altenhundem, Hilchenbach und Welschen Ennest.

### Bildung
Zum Ende des Schuljahres 2010/2011 wurde die katholische Grundschule St. Nikolaus in Brachthausen geschlossen. Damit endete eine seit der Pfarrgründung 1655 bestehende Schultradition in der Pfarrgemeinde Kohlhagen. Grundschulkinder werden seitdem mehrheitlich mit Schulbus zur 11 km entfernten Grundschule in Welschen Ennest gefahren. Aber auch über die Kreisgrenze – im 7 km entfernte Hilchenbach – kann eine Grundschule besucht werden.

## Persönlichkeiten
- Wilhelm Arnoldi (1884–1965), Ministerialdirektor, stammt aus einer Brachthauser Familie
- Peter Grebe (1896–1962), Verfolgter des Nationalsozialismus, Pfarrer an der Wallfahrtskirche Kohlhagen
- Ulla Hahn (* 1945), deutsche Schriftstellerin, in Brachthausen geboren